# Pézsmapocok
A pézsmapocok vagy fakó pézsmapocok (Ondatra zibethicus) az emlősök (Mammalia) osztályának rágcsálók (Rodentia) rendjébe, ezen belül a hörcsögfélék (Cricetidae) családjába és a pocokformák (Arvicolinae) alcsaládjába tartozó Ondatra emlősnem egyetlen faja.

## Előfordulása
Eredeti élőhelye Észak-Amerika, de sok állat elszabadult az Európában és Oroszország ázsiai részén létrehozott prémfarmokról. Emiatt Franciaországban, Közép-Európában, Észak-Svédországban, Finnországban és Oroszországban széles körben elterjedt.

### Betelepítése, terjeszkedése

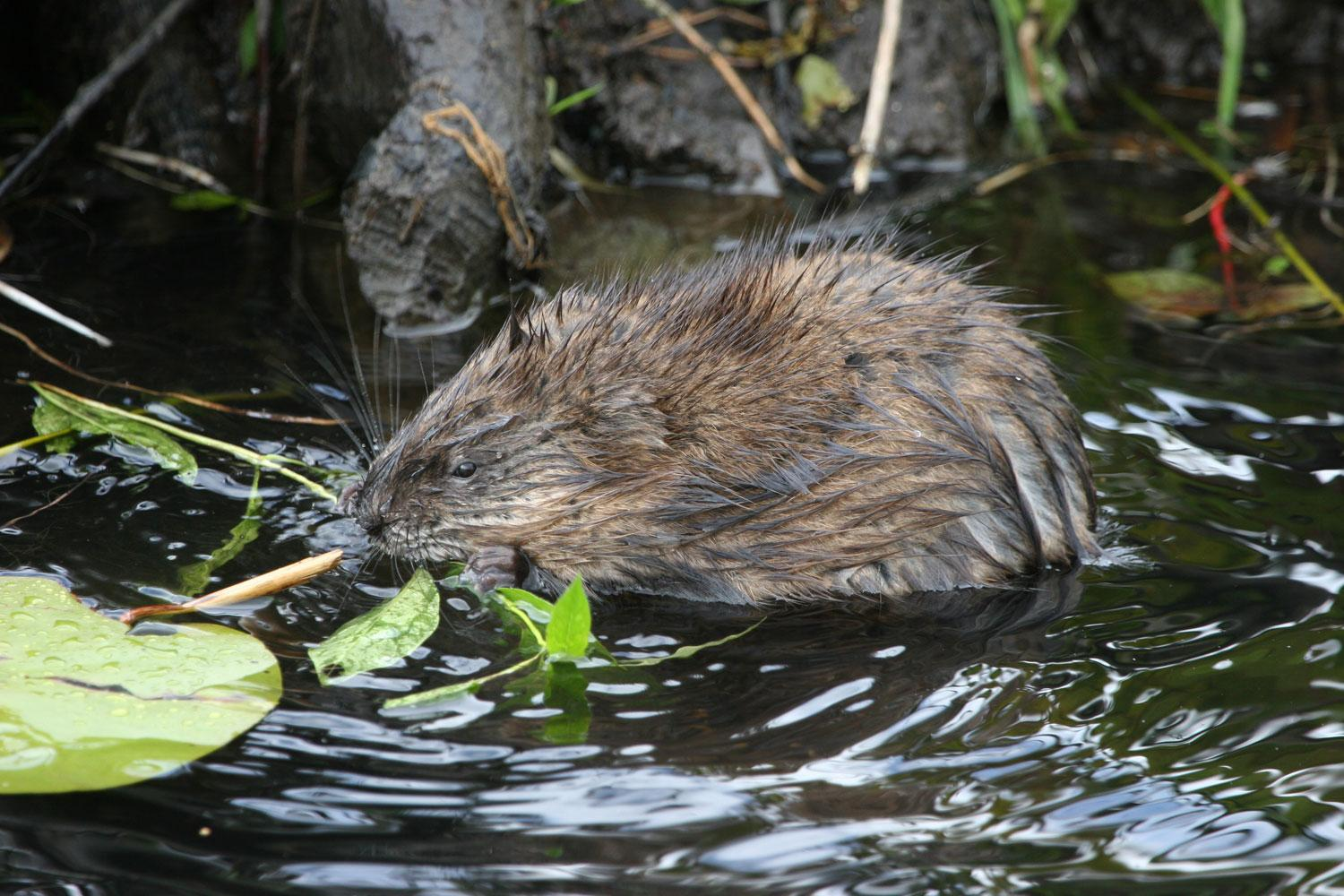
Vízi életmódot folytat

A prémje miatt nagyra becsült pézsmapockot 1905-ben Morvaországban, Prágától körülbelül 40 kilométerre délnyugatra Colloredo-Mansfeld herceg telepítette meg saját birtokán. Az állatok gyorsan megszokták új környezetüket, és olyan mértékben kezdtek szaporodni, hogy 1915-ben már Bajorországban, 1917-ben Szászországban, 1927-ben Baden-Württembergben bukkantak fel. Nyugat felé sokkal gyorsabban terjedt, mint délnek és keletnek: a beszámolók szerint Nyugat-Európát valósággal „lerohanta”. A nyomban meghozott védő intézkedések, a jelentő szolgálat és a fogott példányokért adott jutalom sem tudta megállítani. Az alkalmi tisztogató akciók hatása rövid idejű maradt.
Időközben a volt Szovjetunióban erre alkalmas területeken csaknem 80 000 állatot bocsátottak szabadon a pézsmahozam növelése reményében. A pézsmapocok meghonosodott Szibéria és Közép-Ázsia egyes részein, teljes elterjedési területe jóval nagyobb az európainál. Ott az állatot nem tekintették kártevőnek, hiszen a folyókat nem szabályozták, így nem is okozott jelentősebb károkat a gátak furkálásával. Közép- és Nyugat-Európában, ahol már csaknem minden közepes vagy nagyobb folyót szabályoztak, a súlyos problémákat még intenzív védekezéssel sem sikerült megoldani. Éppen ellenkezőleg: minél jobban üldözték, annál jobban terjeszkedett, mert a vándorló kedvű fiatal állatok túlélési lehetőségei jobbak voltak. Észak-amerikai hazájában sem feltétlenül tartják kártevőnek.

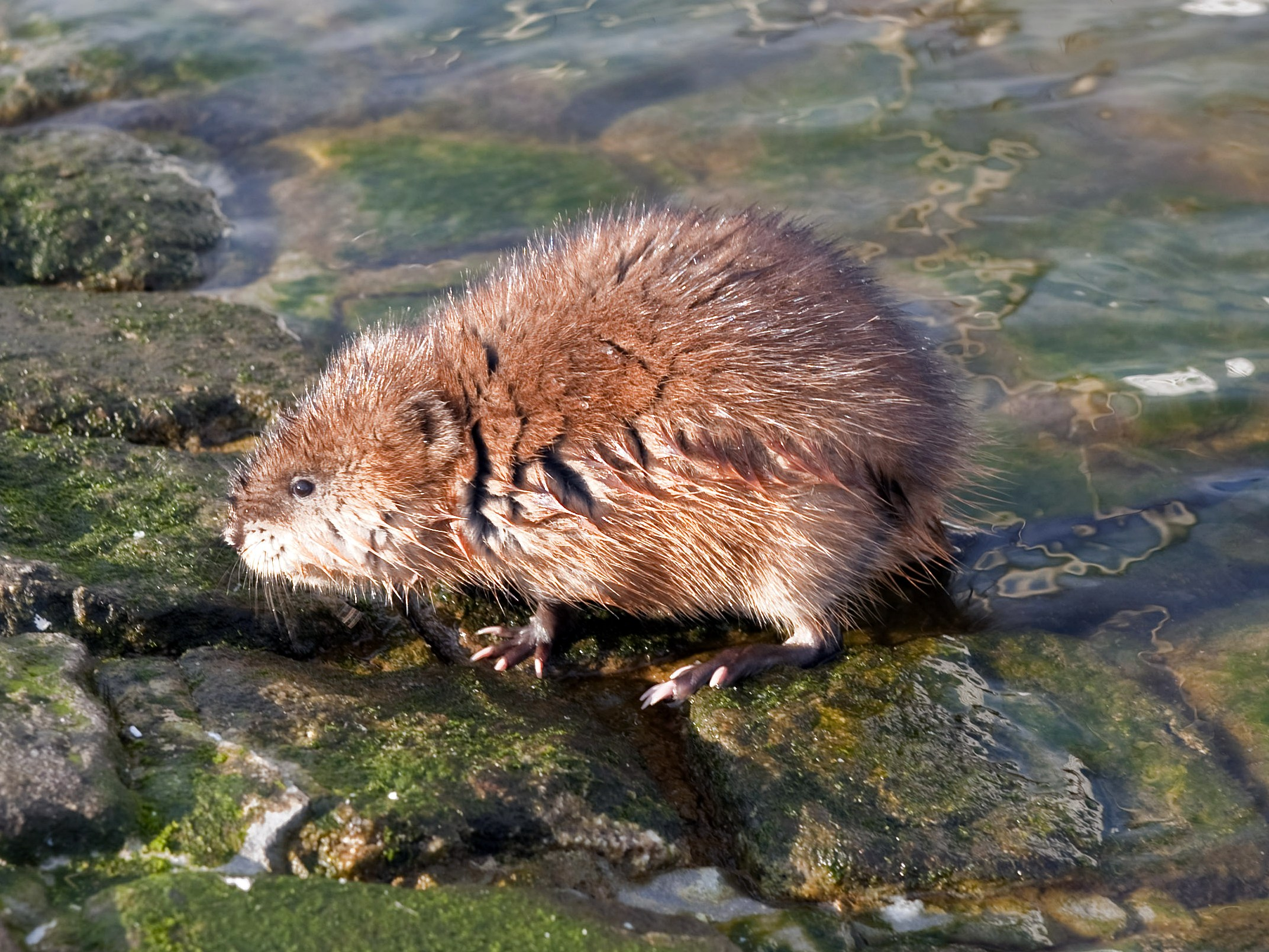
Prémje miatt nálunk is előfordul

Magyarországon az első példányt 1915-ben lőtték Németjárfalun. Sopron környékén 1923-ban lőtték az elsőt a Zeisel-patak mellett. Azóta már az egész országban megtalálható; gyakori. Ma már aligha lehet ezt az életrevaló vízi rágcsálót a hazai állatvilágból eltávolítani. Helyenként fontos tápláléka az Európa nyugati felén nagyon megritkult európai vidrának (Lutra lutra).
Sokan úgy vélik, azért terjeszkedett ilyen gyorsan Európában, mert hiányoztak a természetes ellenségei. Ez az állítás legfeljebb részben állja meg a helyét, mert még ennél is gyorsabban terjeszkedett Szibériában, ahol a természetes állatvilág szinte változatlan maradt. Ott él még az európai nyérc (Mustela lutreola) és a vidra, amelyek Észak-Amerikában a pézsmapocok fő ellenségei (a nyércet ott a hozzá nagyon hasonló amerikai nyérc (Neovison vison) helyettesíti). Az állománysűrűséget ott sem a rájuk vadászó ragadozók szabták meg, hanem a táplálékkínálat. Az állat Európában és Ázsiában versenytől mentes szabad ökológiai niche-t talált – még a vízipocok (Arvicola amphibius) és az eurázsiai hód (Castor fiber) táplálkozása áll a legközelebb hozzá. Az első sokkal kisebb, a második sokkal nagyobb, és ráadásul télen fakérgen él. A pézsmapocok óriási és gyakorlatilag vetélytársaktól mentes életteret kapott.
Egy évszázaddal az első kibocsátás után állományai sokfelé megszilárdultak, és olyan jól alkalmazkodtak az új körülményekhez, hogy kipusztulására nem számíthatunk. Ahol megtelepedett, jelentősen átalakította élőhelyének fajösszetételét: így például Sopron környékének nagyobb patakjaiból gyakorlatilag kiirtotta a korábban gyakorinak számító folyami rákot.

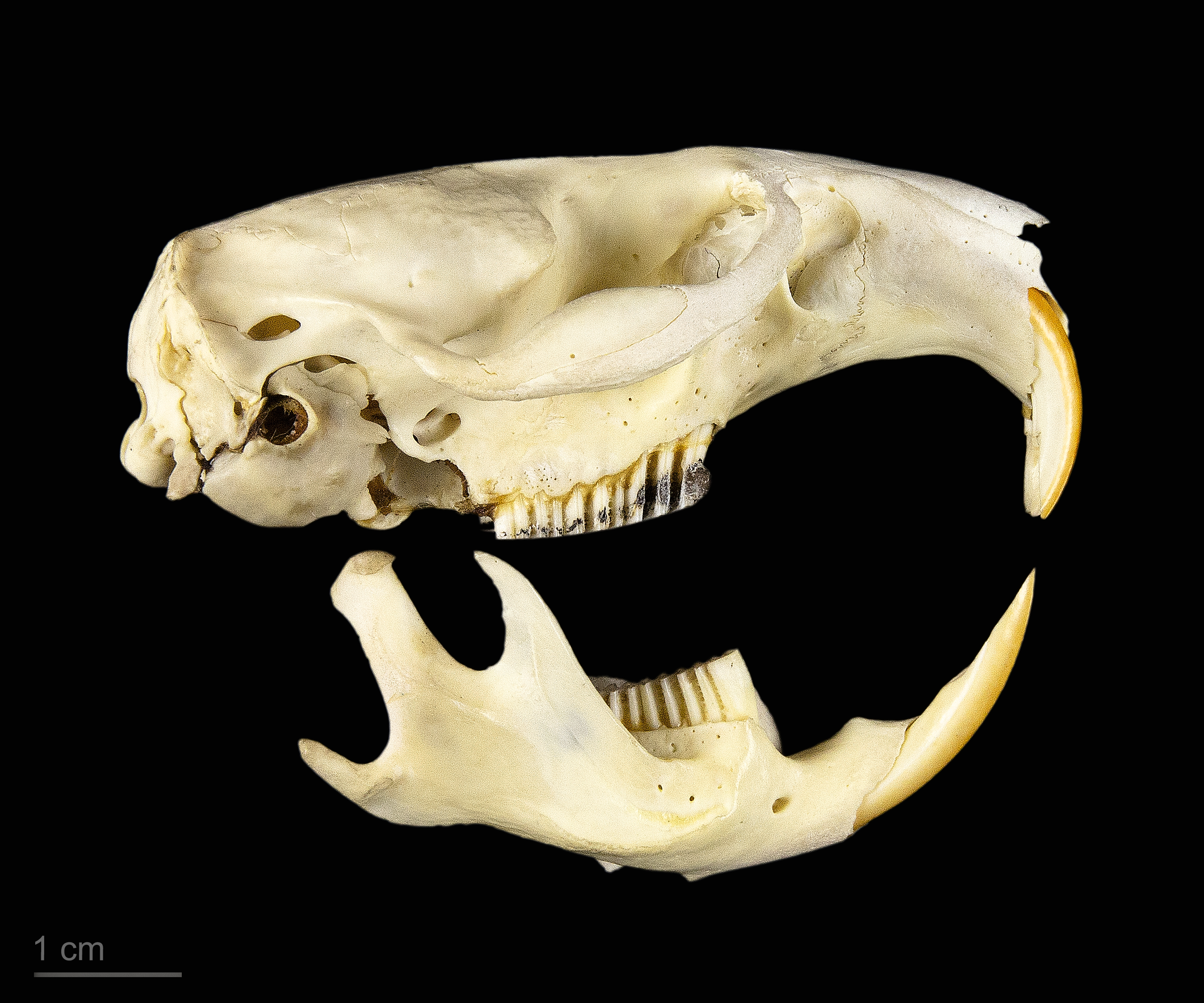
Ondatra zibethicus

## Megjelenése
Az állat fej-törzs-hossza 25-36 centiméter, farkán nincs szőr, oldalról valamelyest lapított, pikkelyes és majdnem olyan hosszú, mint a teste, 20-27 centiméter. Testtömege 900-1800 gramm. Bundája szürkés-barna, vöröses árnyalattal, hasi része világosabb. Erős koronaszőrei miatt kócosnak tűnik bundája. Hátulsó lábán az ujjak között kis úszóhártyát visel. Ha úszik, teste kiemelkedik a vízből, erőteljes farkát közben ide-oda mozgatja. A pézsmapocok szárazon esetlennek tűnik, de elülső lábát nagyon ügyesen használja táplálkozás közben. Testnagysága miatt az állatot más pocokfajokkal aligha lehet összetéveszteni, annál inkább a nutriával vagy fiatal hódokkal. Az utóbbinak szélesen lapított, lapátszerű farka van, míg a nutriát hengeres farok jellemzi.

## Életmódja

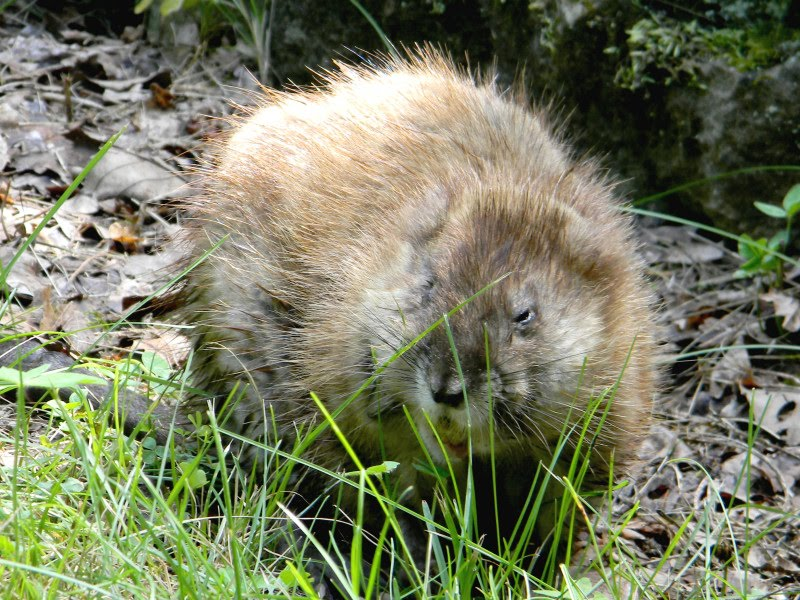
Táplálkozó pézsmapocok

A pézsmapocok nappal és éjszaka egyaránt tevékeny, de ahol erősen üldözik, csak a sötétség beállta után mozog. Nem alszik téli álmot, de a hideg évszakban hosszú pihenőre visszavonul a parti töltésbe épített várába. Az állatok egymáshoz közel élnek föld alatti odúikban, ezeken belül pedig családi csoportokra oszlanak. A pézsmapocok a töltések mentén a sekély vizekben építi odúját. Ehhez kákát, sást és nádat harap le és halmoz fel. Az építmény akár 1,1 méter magas, átmérője 1,8 méter széles is lehet. A lakóodú (katlan) a lakóvárban félmagasságban helyezkedik el. A pézsmapocok általában víz alatti kijáratokat épít. A fészek télen meleg. Ha kevés az élelem, egyszerűen a belső falakból falatozik, és tavasszal kijavítja a károkat. Nyáron pedig a lakóvár tetején napozik. Tápláléka szinte kizárólag vízinövények; esetleg kagylók, békák és halak; ha lehetőség van rá, állati dögöket is fogyaszt. Különösen a nagy tavikagylók és festőkagylók játszanak döntő szerepet a tél átvészelésében. A pézsmapockok lebuknak értük az aljzatra, majd alkalmas helyre viszik és ott megeszik őket. A vékony héjú tavikagylót egy oldalirányú harapással elég könnyen fel tudják nyitni. A vastagabb héjú festőkagylót egy időre kiteszik a partra, és megvárják, amíg a kagyló maga nyitja ki a héját. Ekkor elfogyasztják annak tápláló, fehérjedús húsát. Ha az előző nyáron az árvizek miatt megcsappant a kagylóállomány, az a pézsmapockok téli túlélési arányát is rontja. Amennyiben viszont az erős vadászat vagy csapdázás következtében az ő számuk fogyatkozott meg, akkor még a tél végére is jó lesz az állapotuk, és tavasszal az alomszám magas lesz, az ellések pedig gyorsan követik egymást, hogy az állomány újra felépüljön. Az irtás tehát bizonyos körülmények között javítja a téli túlélési esélyt, mivel enyhíti a táplálékhiány hatását. A pézsmapocok 1-2 évig él.

## Szaporodása

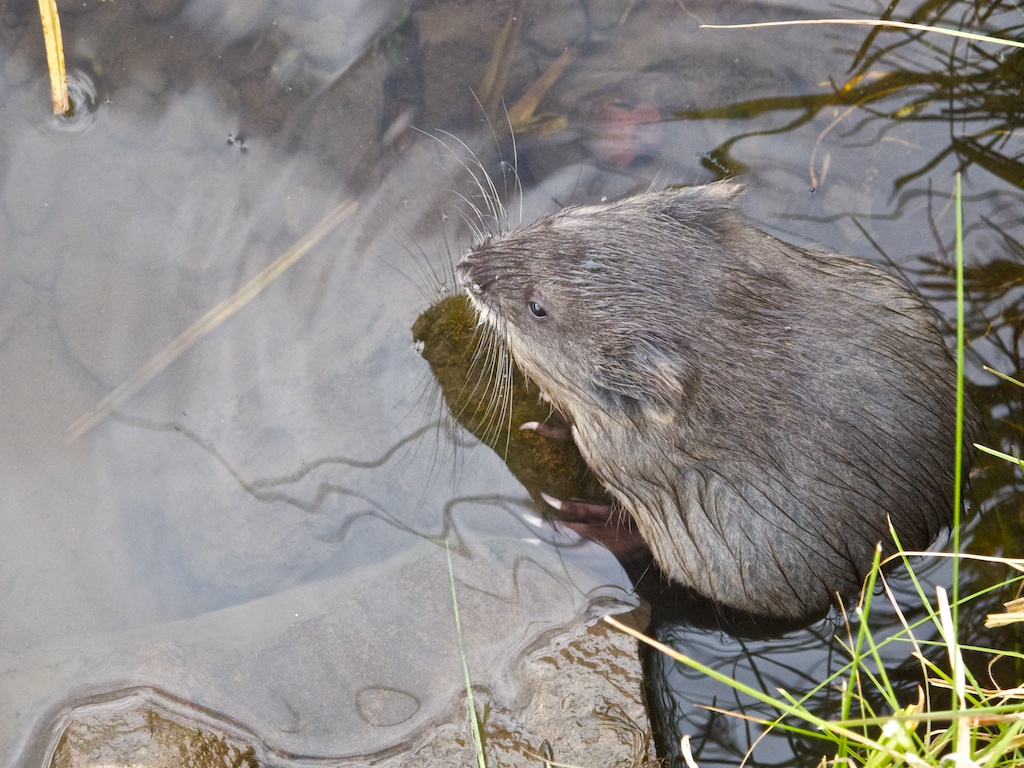
Fiatal példány

Az ivarérettséget általában csak egy évvel a születés éve után éri el. A párzási időszak északon március–szeptember között van, míg délen a téli hónapokban van. A nőstény évente többször is ellik. A vemhesség 25-30 napig tart, ennek végén általában 5-6, de akár 11 utód is jöhet a világra. Az elválasztás 3-4 hét után történik meg. A fiataloknak az öregek határozott territóriumtartása miatt, az elválasztás után azonnal el kell vándorolniuk, és saját területet kell keresniük.

## Elnevezésük
A külsejük, a koponyájukat és a fogazatuk a pockokéra hasonlít, innen a nevük második fele.
A pézsmapocok hímjének hasán a nemi szervek szomszédságában egy apró, körte formájú, kifelé nyíló mirigy van, ami fehér, olajos nedvet választ ki. Ennek szaga erősen hasonlít a pézsmaszarvas hasonló mirigyében kiválasztott pézsmára, innen nevének első fele, a pézsma.